# نيويورك هيرالد تريبيون
كانت صحيفة «نيويورك هيرالد تريبيون» إحدى الصحف التي كانت ناشطة بين عامي 1924 و 1966. تم إنشاؤها في عام 1924 عندما استحوذت «نيويورك تريبيون» على صحيفة «نيويورك هيرالد» . كانت الصحيفة تعتبر على نطاق واسع «صحيفة كاتب»  وتنافس مع صحيفة نيويورك تايمز في السوق الصباحي اليومي.  فازت الصحيفة بتسع جوائز على الأقل من جوائز بوليتزر خلال فترة حياتها. 
«صحيفة الحزب الجمهوري، صحيفة بروتستانتية وصحيفة أكثر تمثيلا في الضواحي من الخليط عرقي في المدينة»،  تريبيون عموما لم تطابق شمولية تغطية نيويورك تايمز ' ولكن تغطياتها الوطنية والدولية والتجارية كانت بشكل عام من بين الأفضل في الصناعة الصحفية،  كما كان أسلوبها العام.  في وقت ما أو آخر، كانت الصحيفة موطنًا لكتاب مثل دوروثي طومسون، ريد سميث، روجر كان، ريتشارد واتس، جونيور، هومر بيجارت، والتر كير، وولتر ليبمان، سانت كلير ماكيلواي، جوديث كريست، ديك شاب، توم وولف، جون شتاينبك، وجيمي بريسلين. كانت افتتاحية الصحيفة هي صوت الجمهوريين الشرقيين، الذين يشار إليهم لاحقًا باسم الروكفلرليين الجمهوريين، واعتمدت وجهة نظر مؤيدة للأعمال التجارية الدولية.

## روابط خارجية
- نيويورك هيرالد تريبيون على موقع الموسوعة البريطانية (الإنجليزية)